# Тимпоне (Козенца)
Тимпоне је насеље у Италији у округу Козенца, региону Калабрија.
Према процени из 2011. у насељу је живело 92 становника. Насеље се налази на надморској висини од 289 м.